# Catalina Londoño
Catalina Londoño Lemaitre (Cartagena de Indias, 24 de julio de 1980) es una actriz colombiana de ascendencia francesa, sobrina de la también actriz cartagenera Florina Lemaitre.

## Carrera
Catalina Londoño se interesó por la actuación desde que estudiaba en el colegio, al punto que siempre hizo parte de su grupo de teatro como una de sus más destacadas representantes.
En 1998 se radica en Bogotá, donde se inició como modelo, logrando posicionar su imagen en diversas campañas, pero sin abandonar su formación como actriz al hacer parte de la escuela Estudio XXI, del maestro Paco Barrero. Su primer papel de trascendencia lo obtiene cuando había sido escogida para ser la antagonista de una telenovela, pero al poco tiempo le dijeron que habían cambiado de opinión y le darían el protagónico de Juan Joyita quiere ser caballero del Canal RCN. Finalizando este protecto pasó a interpretar a Juliana, en Francisco el Matemático entre 2002 y 2003 
En 2004 viaja a España a continuar sus estudios actorales en la prestigiosa escuela Estudio Corazza, liderada por el argentino Juan Carlos Corazza, cuyo más célebre egresado es el canario Javier Bardem, donde al tiempo logra hacer parte del elenco de importantes producciones españolas.
Vuelve a radicarse en Colombia luego que le es ofrecido el papel de Mónica en la película Lecciones para un beso, que se filmó en su ciudad de origen, y un personaje en la telenovela Chepe Fortuna de Canal RCN donde reemplaza a la actriz Mabel Moreno en el papel de Reina Carolina debido a conflictos con la Producción.

## Filmografía

### Televisión
| Año       | Título                           | Personaje                         | Canal              |
| 2000      | Entre amores                     | Karina                            | RCN Televisión     |
| 2001-2002 | Juan Joyita                      | Lucrecia "Lucas" Caballero        | RCN Televisión     |
| 2002-2003 | Francisco el matemático          | Juliana                           | RCN Televisión     |
| 2008      | ¡A ver si llego!                 | -                                 | Telecinco          |
| 2008      | La dama de Troya                 | Amelli                            | RCN                |
| 2008      | Cuenta atrás                     | Bianca                            | Globomedia         |
| 2009      | La mandrágora                    | -                                 | TVE                |
| 2010-2011 | Chepe Fortuna                    | Reina Carolina Araujo Cabrales #2 | RCN Televisión     |
| 2011      | Popland                          |                                   | MTV                |
| 2012-2013 | Casa de reinas                   | Reina Carolina Araujo Cabrales    | RCN Televisión     |
| 2013      | El dia de la suerte              | Miranda                           | RCN Televisión     |
| 2014      | Las trampas de falopio           |                                   |                    |
| 2015      | La tusa                          |                                   | Caracol Televisión |
| 2017      | El comandante                    |                                   | RCN Televisión     |
| 2018      | Garzón                           | Lina Jiménez                      | RCN Televisión     |
| 2018      | La ley del corazón 2             |                                   | RCN Televisión     |
| 2023      | Survivor: La isla de los famosos | Participante                      | Canal RCN          |

## Cine
| Año  | Título                 | Personaje | Director                       | Empresa Productora                                         |
| ---- | ---------------------- | --------- | ------------------------------ | ---------------------------------------------------------- |
| 2019 | La sucursal            |           |                                |                                                            |
| 2018 | El paseo 5             | Manuela   | Mario Ribero                   | Dago García Producciones                                   |
| 2011 | Lecciones para un beso | Mónica    | Juan Pablo Bustamante          | Talleres Uchawi / RCN Cine / E-nnovva                      |
| 2008 | Estrella fugaz         | -         | Lili Cabrera y Valerio Veneras | -                                                          |
| 2004 | Mixto                  | -         | Tony Romero                    | -                                                          |
| 2004 | Café de Occidente      | -         | Alejandra Lehmann              | -"Producciones DeAquiyDeAllí" -Pep Rivas/Alejandra Lehmann |

## Teatro
| Año  | Título             | Personaje | Director       |
| ---- | ------------------ | --------- | -------------- |
| 2002 | El sol subterráneo | -         | Pedro Mogollón |